# Jasim Mohamed
Jasim Mohamed, född 1962 i Ur i Irak, är en poet och översättare.
Jasim Mohamed har översatt poesi från arabiska till svenska, och även från svenska till arabiska. Bland annat har han till arabiska översatt Trilogin av Bruno K. Öijer, poesi av Hanna Nordenhök och barnböcker. Från arabiska har han översatt Brev från isoleringscell 13 av den syriska poeten Faraj Bayrakdar och Ett hjärta av torkad lera av Rasha Omran.
2005 debuterade han som poet med diktboken Övningar i ett annat språk.
2010 tilldelades han Svenska akademins pris för introduktion av svensk kultur utomlands.
2022 var han en av fem författare som tilldelades Samfundet De Nios vinterpris.
2022 tilldelades han Klas de Vylders stipendium